# Петар Крпан
Петар Крпан (Осијек, 1. јул 1974) је бивши хрватски фудбалер. Играо је на позицији нападача.

## Успеси
Загреб
- Прва лига Хрватске (1) : 2001/02.[3]

 Хајдук Сплит
- Прва лига Хрватске  (1) : 2003/04.[4]
- Куп Хрватске (1): 2002/03.[5]

Ријека
- Куп Хрватске  (1) : 2005/06.[6]

 Интер Запрешић
- Друга лига Хрватске (1) : 2006/07.[7]

 Хрватска
- Светско првенство у фудбалу:  1998.[8]

Појединачни
- Државна награда за спорт Фрањо Бучар: 1998.[9]
- Орден Хрватског преплета: 1998.[10]